# Тапио
Тапио (фин. Tapio [ˈtɑpio]) — божество или духовная сущность (лесной дух) в карело-финской мифологии, упоминаемый в «Калевале» и народных рунических песнях. 

## Упоминания

### Лесное божество и дух леса
Тапио почитали как духа-покровителя лесных промысла, называя «золотым королем леса», «лесным седобородым старцем». В заговорах к нему обращались с просьбой о помощи в охоте; в лесу, возле пня — «стола Тапио» — ему оставляли мелкие приношения. Место обитания Тапио — волшебная лесная страна — называлась Тапиола, или Метсола, и иногда отождествлялась с северной Похьёлой как место, где находятся лесные богатства. Руна о певце Вяйнямёйнене рассказывает, как «мудрый старец Тапиолы» выходит из медной горы на золотой холм, чтобы послушать чудесное пение. 
Тапио как лесное божество был воплощением самого леса: иногда его изображали размером с ель, спереди похожим на высокого человека, но сзади - на старое ветвистое дерево. 
Женой Тапио называли Миэликки (или Миэлотар, Меттикки). Она описывалась как «лесная хозяйка», «мать» или «дочь леса», к которой также обращались охотники в заговорах с просьбой «отворить сундук медовый… выпустить золотого и серебряного зверя» или привести их «из дальней дали» — из самой Похьёлы. У Тапио и Миэликки было множество детей; к «лесным парням и девам», а также и к самим лесным божествам обращались в заговорах с просьбами сохранить пасущийся там скот. Этот обычай ярко представлен в рунах «Калевалы». Детьми Тапио и Миэликки назывались Анникки, Теллерво, Нююрикки и Тууликки. Особо выделялась Тапиотар, или Хонготар («Сосновица») — хозяйка соснового бора, которая считалась прародительницей медведей. 

### Божество-покровитель охоты и зверей
Тапио также считался божеством, связанным с охотой и охотничьим промыслом; перед тем как идти в лес за зверем, охотники молились ему и приносили подношения, чтобы умилостивить лесного духа. Различные лесные божества и духи, как правило, весьма требовательны к людям, и тем, кто зависел от их благосклонности, приходилось постоянно совершать некие действия, чтобы умилостивить их. Так, охотники делали подношения божеству и старались соблюдать установленные табу: к примеру, не вызывать сильного шума или не думать о разделе добытого зверя до того времени, пока он не был пойман (о чём повествует и «Калевала» в сюжете с охотой Лемминкяйнена на лося Хийси). 
В финских сказках сохранился достаточно древний этиологический миф о суде Тапио, который учредил правила поведения в животном царстве: более грозные звери (медведь и волк) должны делить добычу с более слабыми (лисой и собакой). Считалось, что Тапио, живший в густых лесах, имеет бороду из лишайника и брови из мха. 

## Отражение в культуре
- Микаэль Агрикола упоминает Тапио как тавастийского бога в прологе к своему финскому переводу Книги Псалмов, Дауидин Псалттари.
- Фигурирует в песне финской метал группы Nightwish, "Elvenpath", как "Tapio, Bear-king, Ruler of the forest" (рус. "Тапио, король медведей, правитель леса")[6].
- Упоминается в песне петрозаводской фолк-рок группы Myllärit "Metsolan Kuningas".[7]